# 65357 Antoniucci
65357 Antoniucci este un asteroid din centura principală de asteroizi.

## Descriere
65357 Antoniucci este un asteroid din centura principală de asteroizi. A fost descoperit pe 12 iulie 2002 la Campo Imperatore, în cadrul proiectului CINEOS. Asteroidul prezintă o orbită caracterizată de o semiaxă mare de 2,53 ua, o excentricitate de 0,11 și o înclinație de 5,1° în raport cu ecliptica.